# Boonville, Indiana
Boonville este o localitate, municipalitate și sediul comitatului Warrick, statul Indiana, Statele Unite ale Americii.